# Méry-sur-Oise
 Méry-sur-Oise  es una población y comuna francesa, situada en la región de Isla de Francia, departamento de Valle del Oise, en el distrito de Pontoise y cantón de Saint-Ouen-l'Aumône.
Fue la primera localidad en ser bombardeada por la aviación alemana en la operación Fall Gelb el 10 de mayo de 1940, en lo que fue el inicio del avance alemán sobre los aliados y el inicio de la II guerra mundial. El propósito de este bombardeo de una localidad carente de interés militar, era el de ocasionar una oleada de refugiados (de la zona cercana a París) y así, obstaculizar cualquier avance de tropas hacia el frente occidental.

## Demografía
| 3275 | 3469 | 4708 | 5741 | 6179 | 8929 |
| Para los censos de 1962 a 1999 la población legal corresponde a la población sin duplicidades (Fuente: INSEE [Consultar]) |      |      |      |      |      |

## Lugares de interés
- Castillo de Méry